# Dynamic Video Memory Technology
Die Dynamic Video Memory Technology (kurz DVMT, englisch für dynamische Videospeichertechnologie) ermöglicht die dynamische Zuweisung von Systemspeicher für die Verwendung als Videospeicher, um die effizienteste Nutzung der verfügbaren Ressourcen für maximale 2D/3D-Grafikleistung zu gewährleisten.

## Funktionsweise
Die Dynamic Video Memory Technology ist eine Methode zur aktiven Skalierung des Videospeichers, um eine möglichst effiziente Grafikleistung zu erzielen. Die am häufigsten diskutierte Art von Computerspeicher ist der allgemeine Arbeitsspeicher (RAM), der sich auf die Chips auf der Hauptplatine des Computers bezieht, die zum Speichern aktiver Programme und Informationen verwendet werden. Die DVMT ist ein Typ einer wichtigen Untergruppe des RAM, die als Videospeicher bezeichnet wird und grafische Bildinformationen für Spiele und andere grafische Anwendungen speichert.
Die Dynamic Video Memory Technology wird von Intel verwendet, um die Anforderungen grafisch anspruchsvoller Spiele zu erfüllen.
Bei manchen Mainboards, wie beispielsweise von ASUS, lässt sich diese Funktion in UEFI einstellen.